# Principe Valiant (serie animata)
Principe Valiant (The Legend of Prince Valiant) è una serie animata canadese/statunitense di due stagioni per 65 episodi, che ha come protagonista l'omonimo personaggio nato dalla penna di Hal Foster. Il cartone animato venne trasmesso in Italia a partire dal 1993 su Italia 1 e poi in replica su Canale 5, con la sigla scritta da Alessandra Valeri Manera e Ninni Carucci e cantata da Cristina D'Avena. Ambientato al tempo di Re Artù, è una serie d'avventura per famiglie sul principe Valiant in esilio che intraprende una missione per diventare uno dei Cavalieri della Tavola Rotonda. Valiant inizia la sua ricerca dopo aver fatto un sogno su Camelot e il suo idealistico Nuovo Ordine.

## Trama
Come il fumetto originale, la serie inizia con la caduta di Thule, il regno immaginario di cui è erede il principe Valiant. Lui, i suoi genitori e un gruppo di sopravvissuti del castello vengono esiliati dallo spietato conquistatore Cynan in una palude ostile al di là del mare. Il giovane principe, profondamente rattristato da questa sconfitta e vendicativo nei confronti di Cynan, tenta di trarre il meglio dalla sua nuova vita, ma brama uno scopo più grande. Trova questo scopo quando fa una serie di sogni su un regno chiamato Camelot, Re Artù, Merlino e i Cavalieri della Tavola Rotonda. Valiant rimane estasiato dal Nuovo Ordine di Camelot, che si fonda sulle idee che il potere non fa il diritto e che la verità, la giustizia, l'onore e l'amicizia dovrebbero essere le forze guida nei rapporti tra le persone. Contro la volontà di suo padre, Valiant lascia l'insediamento degli esuli alla ricerca di Camelot in modo da poter servire Re Artù come cavaliere della Tavola Rotonda.
Durante la sua ricerca, il principe incontra due contadini che cadono sotto l'incantesimo del suo sogno e si uniscono a lui. Il primo che incontra è Arn, un contadino errante con grandi abilità come boscaiolo, ma che si vergogna della sua classe, dell'analfabetismo e della goffaggine. La seconda è Rowanne, la figlia di un fabbro, che è esuberante, poco ortodossa ed esperta con arco e frecce. Questi tre diventano rapidamente migliori amici e trovano Camelot insieme. Ma, prima di poter diventare cavalieri, devono sottoporsi ad un addestramento, affrontare vari nemici e crescere ancora un po'.

### Prima stagione (26 episodi)
I primi episodi della serie creano il retroscena e presentano il personaggio di Valiant, che insieme ad Arn e Rowanne, raggiunge Camelot. Due archi narrativi principali guidano il resto della stagione: 1) l'allenamento e la maturità emotiva di Valiant; 2) La crescente minaccia di Cynan per Camelot. Attraverso tentativi ed errori, Valiant apprende il valore dell'umiltà, della pazienza, della responsabilità e del controllo del proprio temperamento. Questo gli è utile poiché incontra vari emissari, sia buoni che malvagi, collegati a Cynan che indicano la sua ambizione di invadere Camelot. Entro la fine della stagione, Valiant ha dimostrato di essere abbastanza valido da poter riportare un esercito a Thule e reclamare la sua terra natale dalle forze di Cynan. Lo fa con successo con l'aiuto di Arn, Rowanne, Merlino e suo padre, il re Williem. La stagione si conclude con Valiant che saluta i suoi genitori e la casa d'infanzia, torna a Camelot e viene nominato cavaliere da Re Artù. Ci sono anche diverse avventure indipendenti che fanno crescere la fama del trio Valiant, Arn e Rowanne in tutto il regno.
Durante la prima stagione iniziano diverse trame chiave che non verranno risolte fino all'anno successivo. Il più ovvio è il desiderio di Arn e Rowanne di essere nominati cavalieri: la loro saga di allenamento e di raggiungimento della maggiore età continua per tutta la seconda stagione. Il triangolo amoroso tra il trio (dove Arn e Valiant provano entrambi dei sentimenti per Rowanne e Rowanne si prende cura di entrambi allo stesso modo) viene messo in secondo piano verso la fine della stagione e riaffiorerà con nuove complicazioni più avanti. Il cattivo ricorrente Duncan Draconarius subisce lentamente un processo di redenzione che deve ancora essere completato. Un altro personaggio, Denys, viene introdotto brevemente, ma diventerà un personaggio ricorrente durante la seconda stagione. I conflitti lasciati a filtrare fino al secondo anno includono le ostilità di Camelot con la nazione vichinga, le conseguenze del massacro della delegazione pacifista vichinga, la minaccia rappresentata da Sir Mordred appena esiliato e l'inizio del malcontento popolare nei confronti del Nuovo Ordine di Artù. Sono sconosciuti anche i destini finali dei cattivi Robert (di cui non si avrà mai più notizie), Cynan, Dylan e Lord Maldon.

### Seconda stagione (39 episodi)
Tre archi narrativi principali guidano il corso generale della seconda stagione: 1) Valiant si stabilisce come cavaliere e affina le sue capacità di leadership; 2) Arn e Rowanne fanno i conti con le loro insicurezze mentre continuano a lavorare per diventare cavalieri; 3) la crescente minaccia rappresentata dalle varie fazioni della Nuova Alba di Mordred, una corruzione del Nuovo Ordine di Arthur. Mordred e il suo partner Lord Maldon sfruttano i pregiudizi del pubblico nei confronti dei Camelotiani non nativi e la paura di un'imminente invasione vichinga. La situazione peggiora costantemente nel corso della stagione quando Mordred forma alleanze con i nemici di Camelot (inclusa la nazione vichinga e le Isole Nebbiose) e un traditore, all'interno di Camelot, adotta misure per assicurarne la caduta. A questo punto, Arn e Rowanne si sono entrambi guadagnati un posto alla Tavola Rotonda, mentre Valiant è cresciuto di status fino a diventare uno dei principali cavalieri di Camelot.
Verso la fine della serie, Re Artù mette in atto un piano drastico per sventare la Nuova Alba, un piano che va storto a causa di Maldon e fa sì che Artù venga sepolto vivo. La regina Ginevra fa quindi la mossa a sorpresa di proclamare il principe Valiant l'erede prescelto di Artù e il nuovo re di Camelot. Camelot continua a perdere terreno contro i suoi nemici finché una serie di eventi a sorpresa cambiano le sorti della battaglia: i Vichinghi acquisiscono informazioni su Mordred che li porta a porre fine alla loro alleanza; il grande pubblico si ribella contro le forze della Nuova Alba; Valiant sconfigge Mordred in combattimento e rivendica Excalibur; e Arthur ritorna vivo e vegeto. La serie si conclude con Re Artù di nuovo sul suo trono e che saluta il futuro di Camelot sotto il Nuovo Ordine mentre Valiant, Arn e Rowanne sono al suo fianco.
Altre trame degne di nota si sviluppano nel corso della stagione che influenzano gli archi principali della trama. Uno è l'introduzione della Principessa Altea e del Re Hugo delle Isole Nebbiose: questi personaggi aggiungono nuove dimensioni al triangolo amoroso Valiant-Rowanne-Arn e al pericolo rappresentato dalle forze di Mordred. La trama del Northland complica anche gli archi di amore e guerra, fornendo allo stesso tempo il catalizzatore per Arn e Rowanne per raggiungere finalmente il titolo di cavalieri. Duncan Draconarious viene rivisitato in alcuni episodi che lo collocano saldamente dalla parte di Camelot. Diverse storie si concentrano sul giovane scudiero di Valiant, Denys, inclusa una che finalizza il destino dei cattivi della prima stagione Cynan e Dylan. E, naturalmente, ci sono le avventure indipendenti che si aggiungono alla crescente leggenda di Valiant, Arn e Rowanne a Camelot.
Vale la pena segnalare in questo frangente alcuni fili della trama irrisolti e non sviluppati. Uno è il matrimonio di Valiant e Altea, una parte importante del fumetto che non è mai apparsa sullo schermo (i due personaggi finiscono la serie promessi sposi). Un'altra è la relazione di Rowanne con Re Michael del Northland, che si è sviluppata piuttosto bruscamente e non ha avuto una conclusione definitiva mentre la serie si preparava al suo grande finale. E il personaggio di Lady Morgana, introdotto nella prima stagione con il potenziale per diventare un grande antagonista, viene dimenticato fino alla fine della seconda stagione.

## Personaggi principali
- Prince Valiant - Principe di Thule in esilio. Un sognatore coraggioso, nobile, gentile e testardo, fieramente leale e protettivo nei confronti di Camelot e dei suoi amici. Può essere spericolato ed egoista a volte. Impugna la Spada Cantante, lama sorella di Excalibur, e cavalca un cavallo nero chiamato Caliburn. Nominato cavaliere dopo aver sconfitto Cynan. Si innamora a prima vista della principessa Aleta. Matura e diventa per breve tempo re di Camelot. L'unico personaggio ad apparire in ogni episodio della serie.
- Arn - Boscaiolo errante insicuro ma di buon cuore. Crede di non essere degno del cavalierato a causa del suo analfabetismo, status sociale e goffaggine occasionale. Possiede grandi capacità di tracciamento e sopravvivenza; cavalca un cavallo marrone di nome Crux. Rimasto orfano in un'incursione vichinga, ora considera Valiant e Rowanne la sua famiglia. Nutre un amore non corrisposto per Rowanne. Successivamente nominato cavaliere dopo aver sconfitto il perfido Barone di Lionsgate e suo figlio che stavano complottando contro Camelot.
- Rowanne di Bridgesford - Contadina volitiva e vivace che rifiuta la tradizione. Determinata a diventare la prima donna Cavaliere della Tavola Rotonda; cavalca un cavallo bianco di cui non viene mai detto il nome. Testarda, ma romantica nel cuore, che porta a feroci triangoli amorosi e attacchi di gelosia. Un'arciera molto abile che ha imparato il mestiere di fabbro da suo padre. Dopo aver fermato numerosi complotti contro Highland e Camelot, fu nominata cavaliere contemporaneamente ad Arn, scegliendo Camelot invece del suo corteggiamento con re Michael.
- Merlino - Misterioso consigliere reale. Possiede una grande saggezza e una conoscenza dell'alchimia e di altre scienze che i laici scambiano per magiche. Un uomo intellettuale che rimane in buona forma fisica nonostante la sua età. Ha viaggiato per il mondo da giovane, poi ha cresciuto e protetto Arthur fin dall'infanzia. Mentore di Artù e Valiant attraverso consigli diretti e suggerimenti criptici.
- Re Artù - Sovrano di Camelot e fondatore del Nuovo Ordine. Una leggenda vivente per il suo popolo fin dal giorno in cui liberò Excalibur dalla roccia. Severo e giusto, crede fermamente nel governare attraverso la pace, la verità e l'onore piuttosto che attraverso la guerra. Estremamente sensibile al tradimento, soprattutto a quello di Sir Mordred. Gode di un affettuoso matrimonio con Ginevra e di un'amicizia duratura con Merlino. Considera Valiant centrale per il futuro di Camelot.
- Sir Gawain - Egoista veterano Cavaliere della Tavola Rotonda. Un potente guerriero considerato la forza della coppia Gawain-Bryant. Giustamente rinomato e rispettato, è uno dei quattro cavalieri sopravvissuti al leggendario Combattimento dei Trenta. Un donnaiolo con la miccia corta quando qualcuno minaccia o insulta il suo re. Addestra Valiant, Arn e Rowanne, formando un legame particolarmente stretto con Valiant.
- Regina Ginevra - Sovrana serena ed elegante di Camelot. Una donna intelligente e forte, pienamente capace di prendere l'iniziativa in caso di crisi. Responsabile delle attività culturali del regno e sostiene pienamente il Nuovo Ordine. Profondamente innamorata di suo marito Artù, esercita su di lui un'influenza calmante. Si rammarica di non avere figli, ma vede Valiant e i suoi amici come la seconda generazione di Camelot.
- Sir Bryant  - Stoico veterano Cavaliere della Tavola Rotonda. Un nobile guerriero pensatore, considerato il cervello della coppia Gawain-Braynt. Emigrò dall'Iberia (dove era principe) con la moglie e il figlio, che furono successivamente assassinati dai banditi. Prende estremamente sul serio le sue responsabilità di cavaliere e modello. Addestra Valiant, Arn e Rowanne per il cavalierato.

## Personaggi ricorrenti
- King Willem - Il padre di Valiant; Re di Thule.
- Regina Briana - La madre di Valiant; Regina di Thule. Il suo nome viene dato nell'episodio "Il sogno diventato realtà".
- Rolf - Il signore delle armi di Williem, il primo mentore di Valiant. Ucciso da un cavaliere ribelle.
- Re Cynan - Spietato conquistatore di Thule con l'ambizione di invadere Camelot; padre di Dylan e Denys. Principale antagonista della prima serie.
- Cedric - Il padre di Rowanne; un fabbro a Bridgesford. Hai dato a Valiant la Spada Cantante.
- Elizabeth - La madre di Rowanne.
- Duncan Draconarius - Il barone corrotto che governa Bridgesford. Deposto da Valiant e si avventura a Camelot in cerca di rifugio. Si oppone al Nuovo Ordine finché i suoi ideali non fanno sì che Artù gli risparmi la vita. Mandato a Kengary per pagare un crimine commesso contro quel regno. Successivamente ne diventa il re. Originariamente gareggiava con Artù per la mano di Ginevra in matrimonio.
- Robert Draconarius - Il fratello minore di Duncan, lo sceriffo di Bridgesford. Aveva grandi speranze di sposare Rowanne. Deposto quando suo fratello perse il potere.
- Sir Mordred - Campione di Camelot e un vecchio amico di Artù. Crede che la forza crei la giustizia e che la pace possa essere preservata solo attraverso la guerra. Anni prima aveva assassinato segretamente una delegazione pacifista vichinga. Fondò la Nuova Alba con la speranza di detronizzare Artù e governare Camelot a modo suo. Principale antagonista della seconda serie.
- Lady Morgana - La sorellastra maggiore di Artù, la prima amante di Mordred, un'alchimista. Rivale di Merlino.
- Il possente Om - L'eccentrico ex allievo e amico fedele di Merlino.
- Sir Kay - Cavaliere veterano della Tavola Rotonda, in seguito traditore e assassino di re Hugo. È stato ucciso da un virus con cui Morgana lo ha infettato.
- Dylan - Il perfido figlio maggiore di Cynan. Finito in coma a causa delle azioni di suo padre.
- Lord Maldon - Figlio amareggiato e vendicativo di uno dei vecchi nemici di Artù. Supporta la Nuova Alba per i suoi scopi. Un costruttore di campane che conosce la formula della polvere da sparo (ed è rimasto gravemente sfigurato in un'esplosione).
- Denys - Figlio minore di Cynan. Lo scudiero di Valiant e il fratello minore surrogato. Come il principe, è attratto da Camelot a causa di un sogno e desidera diventare un cavaliere.
- Owen - Maestro d'armi di Thule, la cui famiglia viene massacrata da Cynan. Rinnega la sua fedeltà a Williem e si unisce alla Nuova Alba.
- Aleta - Principessa impetuosa e spesso orgogliosa (in seguito regina) delle Isole Nebbiose. Un combattente competente che crede fermamente negli ideali del Nuovo Ordine. Si innamora di Valiant poco dopo averlo incontrato.
- Re Hugo - Il padre di Aleta; sovrano delle Isole Nebbiose. Esiliato quarant'anni fa per aver tentato di detronizzare Artù. Un uomo scontroso che non è incline a lasciar andare vecchi rancori. Hugo viene assassinato da Sir Kay.
- Principe Michael - Principe (in seguito re) del Northland che è impegnato nel Nuovo Ordine nella seconda stagione. Si innamora di Rowanne poco dopo averla incontrata; si offre di nominarla cavaliere se rimane nel Northland come sua regina.
- Duca di Lionsgate - Un duca del Northland, contrario alla pace con Camelot. Tenta di esercitare il controllo su suo nipote, il principe (in seguito re) Michele.
- Bosleigh - Figlio del Duca di Lionsgate; contrario alla pace tra Northland e Camelot. Ucciso accidentalmente da una freccia scagliata dal Duca, che mirava ad Arn.
- Selena - Consigliera del Northland che tenta di manipolare Michael per soddisfare i propri scopi. Merlino l'ha bandita dalla loro terra natale, cosa che lei usa apertamente contro di lui.
- Allyn - Contadino che ha pregiudizi nei confronti dei Camelotiani non nativi. Viene sedotto da Lord Maldon a unirsi alla Nuova Alba.

## Collegamenti con la tradizione arturiana e i fumetti
I personaggi di Re Artù, la Regina Ginevra, Merlino, Sir Gawain, Sir Mordred, Lady Morgana e Sir Kay sono tutti personaggi importanti con origini nella leggenda arturiana. Dalla tradizione tradizionale ci sono anche Camelot, i Cavalieri della Tavola Rotonda e la spada di Artù Excalibur. I principi cavallereschi generali per cui Camelot è famosa sono stati codificati in questa serie come il Nuovo Ordine. Inoltre, l'episodio della seconda stagione "La Rosa Nera" presenta i personaggi di re Lot, re Uther e la regina Igraine in un episodio flashback che racconta la famosa leggenda della "spada nella roccia".
Come la serie televisiva, il fumetto Prince Valiant è ambientato nel mondo di Re Artù e presenta l'elenco sopra riportato dei personaggi principali nel cast. Sia i fumetti che lo show televisivo hanno i personaggi del Principe Valiant e della Regina Aleta, nonché i loro rispettivi regni - Thule e le Isole Nebbiose - e la Spada Cantante di Valiant. Ci sono due Arn nella continuità dei fumetti: un giovane principe che è il rivale di Valiant per una bellissima fanciulla, e il figlio primogenito di Valiant e Aleta. Quest'ultimo personaggio cresce fino a diventare una figura eroica pari per importanza a suo padre. Nei fumetti, il padre di Valiant si chiama Aguar invece di Williem, mentre sua madre nei fumetti non ha nome (nella serie si chiama Briana). Nei fumetti Thule viene conquistata da un tiranno di nome Sligon (che ha una figlia e nessun figlio maschio) piuttosto che da Cynan. Ci sono diverse situazioni, avventure e personaggi minori dei fumetti che vengono raccontati nella serie animata.
Rowanne e Sir Bryant sono i due personaggi principali dello show televisivo che non hanno controparti nelle leggende arturiane o nel lungo fumetto di Prince Valiant.

## Merchandising

### Colonna sonora
La colonna sonora di The Legend of Prince Valiant è composta da diciotto tracce di temi prodotti, composti ed eseguiti dal duo strumentale Exchange (Gerald O'Brien e Steve Sexton). La colonna sonora è degna di nota perché include la versione completa del tema di apertura dello spettacolo ( Where the Truth Lies ) e una canzone pop che utilizza la canzone d'amoe dello spettacolo ( Love Called Out My Name ).
Elenco tracce
1. "Where the Truth Lies" (performed by Exchange featuring Marc Jordan)
2. "Celebration Dance"
3. "Sir Bryant"
4. "Love Called Out My Name" (performed by Exchange featuring Amy Sky and Marc Jordan)
5. "Guinevere"
6. "Search and Journey"
7. "In the Shadows"
8. "Valiant's Theme"
9. "A Monks Evil Drone"
10. "Ending Title Theme"
11. "The Majesty's Feast"
12. "The Serenade"
13. "Valiant & Rolf"
14. "Victory March"
15. "All Alone"
16. "Danger is Near"
17. "Valiant Leaves Home"
18. "Where the Truth Lies (reprise)"

### Videogiochi
Nel 1991 e nel 1992, King Features Syndicate ha concesso in licenza i diritti a Ocean Software per realizzare versioni di videogiochi della serie televisiva The Legend of Prince Valiant per Nintendo Entertainment System (sviluppato da Special FX Software e pubblicato solo in Europa) e Game Boy (sviluppato da Sculptured Software ed è stato pubblicato da Electro Brain fuori dall'Europa come Kingdom Crusade). La versione per NES è un gioco di combattimento/azione e racconta la storia della ricerca di Camelot da parte di Valiant all'inizio della prima stagione. Il giocatore controlla Valiant, permettendogli di camminare, saltare e lanciare oggetti agli avversari. Gli ostacoli tipici sono trappole, ostacoli d'acqua e arcieri incastonati nello sfondo che sparano come torrette da una posizione stazionaria. La versione per Game Boy è un gioco di strategia in cui tutti i combattimenti vengono svolti in modo arcade piuttosto che nel modo tipico di un gioco di strategia o di ruolo. Ogni giocatore deve distruggere tutte le unità dell'avversario o catturare tutti i castelli per vincere la partita e sconfiggere il proprio avversario. Vincere si traduce in una schermata di celebrazione mentre perdere equivale al gameover.

### Uscite in DVD
BCI Eclipse LLC (sotto il suo marchio di intrattenimento di animazione classica Ink & Paint) (su licenza di Hearst Entertainment e SGC Entertainment) ha pubblicato la serie completa su DVD per la prima volta, nel 2006/2007, in 2 set di volumi. Ogni set è composto da 5 DVD fronte-retro, con extra tra cui commenti fuori campo del cast/troupe e interviste video bonus con il cast e gli autori dello spettacolo. A partire dal 2009, queste versioni sono state interrotte e sono fuori stampa poiché BCI Eclipse ha cessato le operazioni.
Nel marzo 2010, la Mill Creek Entertainment ha annunciato di aver acquisito i diritti sulla serie. Successivamente hanno pubblicato Prince Valiant: The Complete 65 Episode Series su DVD nella regione 1 il 18 maggio 2010. Questo set di 5 dischi presenta tutti i 65 episodi della serie su DVD, insieme in un'unica raccolta per la prima volta.
Il 04-05-2004, Hollywood DVD filiale del gruppo MBL, ha pubblicato 2 episodi ( The Dream e The Journey ) su un unico disco per tutte le regioni per il mercato britannico: The Legend Of Prince Valiant: The Dream ∙ The Journey

## Episodi

### Stagione 1
| Nº | Titolo originale             | Titolo italiano              | Prima TV USA      | Prima TV Italia   |
| -- | ---------------------------- | ---------------------------- | ----------------- | ----------------- |
| 1  | The Dream                    | Il sogno                     | 3 settembre 1991  | 23 agosto 1993    |
| 2  | The Journey                  | Il viaggio                   | 9 settembre 1991  | 24 agosto 1993    |
| 3  | The Blacksmith's Daughter    | La figlia del fabbro         | 16 settembre 1991 | 25 agosto 1993    |
| 4  | The Kidnapping               | Il rapimento                 | 23 settembre 1991 | 26 agosto 1993    |
| 5  | The Trust                    | Un messaggio di pace         | 29 settembre 1991 | 27 agosto 1993    |
| 6  | The Finding of Camelot       | La scoperta di Camelot       | 6 ottobre 1991    | 28 agosto 1993    |
| 7  | The Gift                     | Il dono                      | 13 ottobre 1991   | 30 agosto 1993    |
| 8  | The Singing Sword            | La spada sonante             | 20 ottobre 1991   | 31 agosto 1993    |
| 9  | The Trust Betrayed           | La fiducia tradita           | 27 ottobre 1991   | 1º settembre 1993 |
| 10 | The Secret of Perilous Garde | Il segreto di Perilous Garde | 1º dicembre 1991  | 2 settembre 1993  |
| 11 | The Return                   | Il ritorno                   | 8 dicembre 1991   | 3 settembre 1993  |
| 12 | The Visitor                  | Il visitatore                | 15 dicembre 1991  | 4 settembre 1993  |
| 13 | The Awakening                | Il risveglio                 | 5 gennaio 1992    | 6 settembre 1993  |
| 14 | The Guardian                 | Il guardiano                 | 12 gennaio 1992   | 7 settembre 1993  |
| 15 | The Trap                     | La trappola                  | 26 gennaio 1992   | 8 settembre 1993  |
| 16 | The Turn of the Wheel        | La carrozza del re           | 1º marzo 1992     | 9 settembre 1993  |
| 17 | The Competitor               | Il rivale                    | 8 marzo 1992      | 13 settembre 1993 |
| 18 | The Road Back                | La strada del ritorno        | 15 marzo 1992     | 14 settembre 1993 |
| 19 | The Fist of Iron             | Il pugno di ferro            | 22 marzo 1992     | 15 settembre 1993 |
| 20 | The Waif                     |                              | 29 marzo 1992     | 16 settembre 1993 |
| 21 | The Dawn of Darkness         | L'alba dell'oscurità         | 5 aprile 1992     | 17 settembre 1993 |
| 22 | The Battle of Greystone      | La battaglia di Greystone    | 12 aprile 1992    | 18 settembre 1993 |
| 23 | The Reunion                  | La riunione                  | 19 aprile 1992    | 20 settembre 1993 |
| 24 | The Choice                   | La scelta                    | 26 aprile 1992    | 21 settembre 1993 |
| 25 | The Triumph                  | La vittoria                  | 3 maggio 1992     | 22 settembre 1993 |
| 26 | The Dream Come True          | Il sogno diventa realtà      | 10 maggio 1992    | 23 settembre 1993 |

### Stagione 2
| Nº | Titolo originale         | Titolo italiano               | Prima TV USA   | Prima TV Italia   |
| -- | ------------------------ | ----------------------------- | -------------- | ----------------- |
| 27 | The Lost                 | Un uomo smarrito              |                | 27 settembre 1993 |
| 28 | The Deception            | L'inganno                     |                | 28 settembre 1993 |
| 29 | The Black Rose           | La rosa nera                  |                | 30 settembre 1993 |
| 30 | The Beggar               | Il mendicante                 |                | 1º ottobre 1993   |
| 31 | The Flute                | Il flauto                     |                | 2 ottobre 1993    |
| 32 | The Color of Honor       | Il colore dell'onore          |                | 4 ottobre 1993    |
| 33 | The Lesson Twice Learned | La lezione imparata due volte |                | 5 ottobre 1993    |
| 34 | Peace on Earth           | Pace sulla Terra              |                | 6 ottobre 1993    |
| 35 | The Cursed               | La maledizione                |                | 7 ottobre 1993    |
| 36 | The Traitor              | Il traditore                  |                | 8 ottobre 1993    |
| 37 | Empty Justice            | Giustizia vuota               |                | 9 ottobre 1993    |
| 38 | The Crossbow             | La balestra                   |                | 11 ottobre 1993   |
| 39 | The Rival                | Il rivale                     |                | 12 ottobre 1993   |
| 40 | The Tree                 | L'albero                      |                | 13 ottobre 1993   |
| 41 | The Princess Aleta       | La principessa Aleta          |                | 14 ottobre 1993   |
| 42 | The Voyage               | Il viaggio                    |                | 15 ottobre 1993   |
| 43 | Mordred's Return         | Il ritorno di Mordred         |                | 16 ottobre 1993   |
| 44 | The Rescue               | Il salvataggio                |                | 18 ottobre 1993   |
| 45 | The Parting              | La separazione                |                | 19 ottobre 1993   |
| 46 | The Walls of Tyranny     | Le mura della tirannia        |                | 20 ottobre 1993   |
| 47 | The Jubilee              | Il giubileo                   |                | 21 ottobre 1993   |
| 48 | The Treaty               | Il trattato                   |                | 22 ottobre 1993   |
| 49 | The Blackest Poison      | Il veleno più nero            |                | 23 ottobre 1993   |
| 50 | The Hero                 | L'eroe                        |                | 25 ottobre 1993   |
| 51 | The Vision               | La visione                    |                | 26 ottobre 1993   |
| 52 | The Shadows of Destiny   | Le ombre del destino          |                | 27 ottobre 1993   |
| 53 | The Eyes of the Serpent  | Gli occhi del serpente        |                | 28 ottobre 1993   |
| 54 | The Spirit of Valor      | Lo spirito del valore         |                | 29 ottobre 1993   |
| 55 | The Aurora               | L'aurora                      |                | 30 ottobre 1993   |
| 56 | The Burning Bridge       | Il ponte infuocato            |                | 1º novembre 1993  |
| 57 | The Sage                 | La saggezza                   |                | 2 novembre 1993   |
| 58 | The Song of Valor        | La canzone del coraggio       |                | 3 novembre 1993   |
| 59 | The Ring of Truth        | L'anello della verità         |                | 4 novembre 1993   |
| 60 | A Light in the Dark      | Una luce nel buio             |                | 5 novembre 1993   |
| 61 | The Ghost                | Il fantasma                   |                | 6 novembre 1993   |
| 62 | A New Dawn               | La nuova alba                 | 4 giugno 1993  | 8 novembre 1993   |
| 63 | The Death of Arthur      | La morte di Artù              | 11 giugno 1993 | 9 novembre 1993   |
| 64 | The Gathering Storm      | Un temporale all'orizzonte    | 18 giugno 1993 | 10 novembre 1993  |
| 65 | The Hinge of Fate        | La forza del destino          | 25 giugno 1993 | 11 novembre 1993  |

## Doppiaggio
| Personaggio                 | Doppiatore originale        | Doppiatore italiano                                     |
| --------------------------- | --------------------------- | ------------------------------------------------------- |
| Valiant                     | Robby Benson                | Flavio Arras                                            |
| Arn                         | Michael Horton              | Luca Semeraro                                           |
| Rowanne                     | Noelle North                | Patrizia Salmoiraghi                                    |
| Merlino                     | Alan Oppenheimer            | Antonio Paiola                                          |
| Artù                        | Efrem Zimbalist Jr.         | Maurizio Scattorin                                      |
| Ginevra                     | Samantha Eggar              | Caterina Rochira                                        |
| Sir Gawain                  | Tim Curry                   | Tony Fuochi                                             |
| Sir Bryant                  | James Avery Dorian Harewood | Stefano Albertini                                       |
| Mordred                     | Simon Templeman             | Marco Balzarotti                                        |
| Lord Maldon                 | Jeff Bennett                | Paolo Marchese                                          |
| Cynan                       | Tony Jay Stu Rosen (ep 1.1) | Pino Pirovano                                           |
| Dylan                       | Sean Astin Jordan Jacobson  | Massimiliano Lotti                                      |
| Om                          | Clive Revill                | Riccardo Peroni                                         |
| Denys                       | Jack Lynch                  | Davide Garbolino                                        |
| Re Willem, padre di Valiant | Peter Renaday               | Enrico Bertorelli                                       |
| Duncan Draconarius          | Neil Ross                   | Raffaele Farina (stagione 1) Pietro Ubaldi (stagione 2) |
| Robert Draconarius          | Rob Paulsen                 | Claudio Moneta                                          |
| Owen                        | Michael York                | Sergio Romanò                                           |
| Principessa Altea           | Paige O'Hara                | Jasmine Laurenti                                        |
| Re Hugo                     | John Rhys-Davies            | Antonello Governale                                     |
| Harold                      | Richard Doyle               | Orlando Mezzabotta                                      |
| Duca di Lionsgate           | David Warner                | Orlando Mezzabotta                                      |
| Selene                      | Teri Garr                   | Marcella Silvestri                                      |
| Principe Michael            | Will Wheaton                | Gabriele Calindri                                       |
| Bosley                      | Gregg Berger                | Aldo Stella                                             |